# Aquirofanita
L'aquirofanita és un mineral de la classe dels fosfats. Rep el nom del grec άχυρον, palla, i FAίνομαι, aparèixer, en al·lusió al seu típic color groc palla i a l'hàbit prismàtic llarg dels cristalls.

## Característiques
L'aquirofanita és un arsenat de fórmula química (K,Na)₃(Fe³⁺,Ti,Al,Mg)₅O₂(AsO₄)₅. Va ser aprovada com a espècie vàlida per l'Associació Mineralògica Internacional l'any 2018. Va ser publicada a la revista internacional Minerals per Igor V. Pekov et al. en el mes de juliol de 2025 amb el títol «Achyrophanite, (K,Na)₃(Fe³⁺,Ti,Al,Mg)₅O₂(AsO₄)₅, a New Mineral with the Novel Structure Type from Fumarolic Exhalations of the Tolbachik Volcano, Kamchatka, Russia». Cristal·litza en el sistema ortoròmbic. Químicament es troba relacionada amb la pansnerita, així com amb l'edtollita i la melanarsita.
L'exemplar que va servir per a determinar l'espècie, el que es coneix com a material tipus, es troba conservat a les col·leccions del Museu Mineralògic Fersmann, de l'Acadèmia de Ciències de Rússia, a Moscú (Rússia), amb el número de registre: 5029/1.

## Formació i jaciments
Va ser descoberta a la fumarola Arsenàtnaia, situada al segon con d'escòria de l'avanç nord de la Gran erupció fissural de volcà Tolbàtxik, al krai de Kamtxatka (Rússia). Es tracta de l'únic indret de tot el planeta on ha estat descrita aquesta espècie mineral.